# Aub

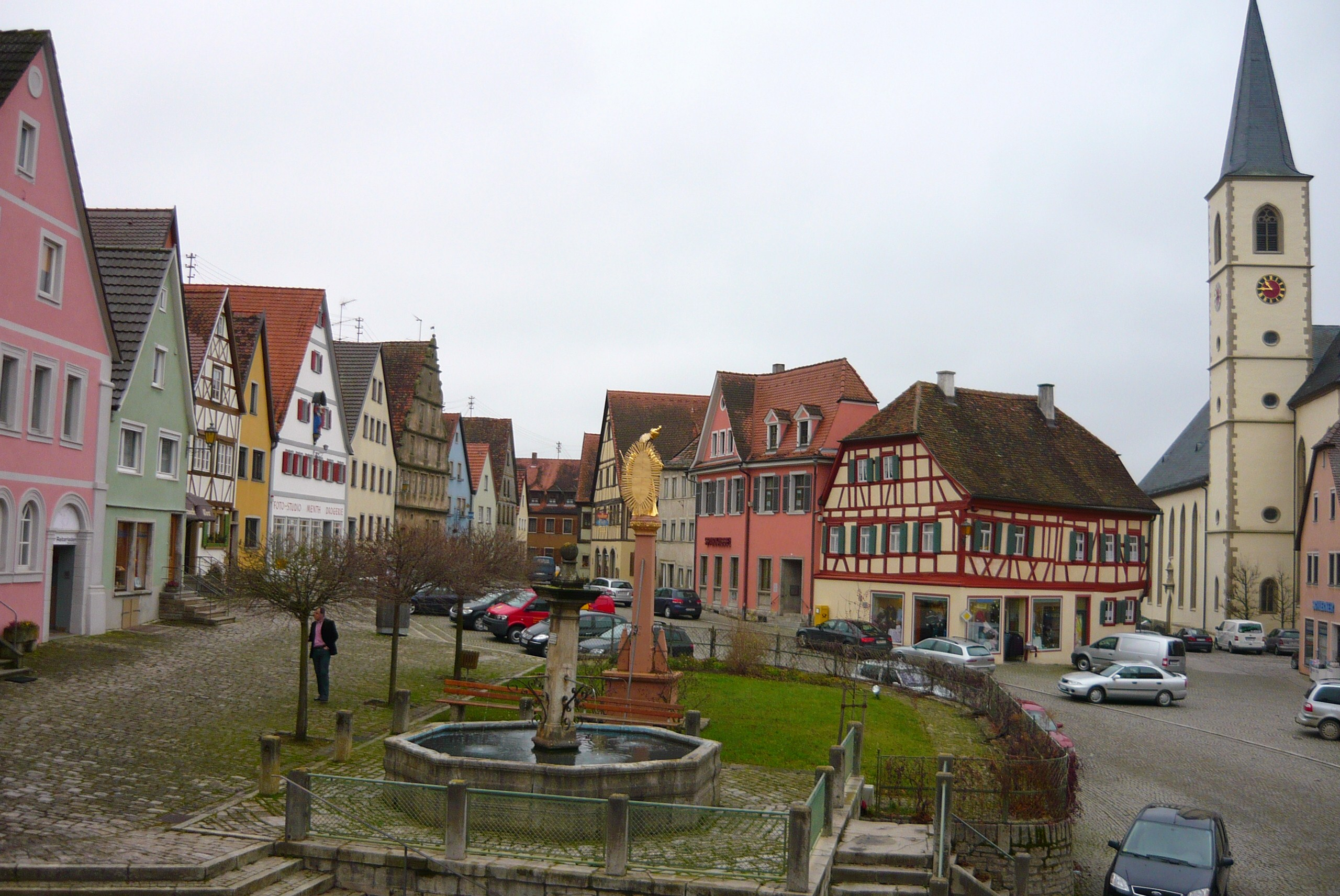
Der Marktplatz vom Rathaus aus gesehen

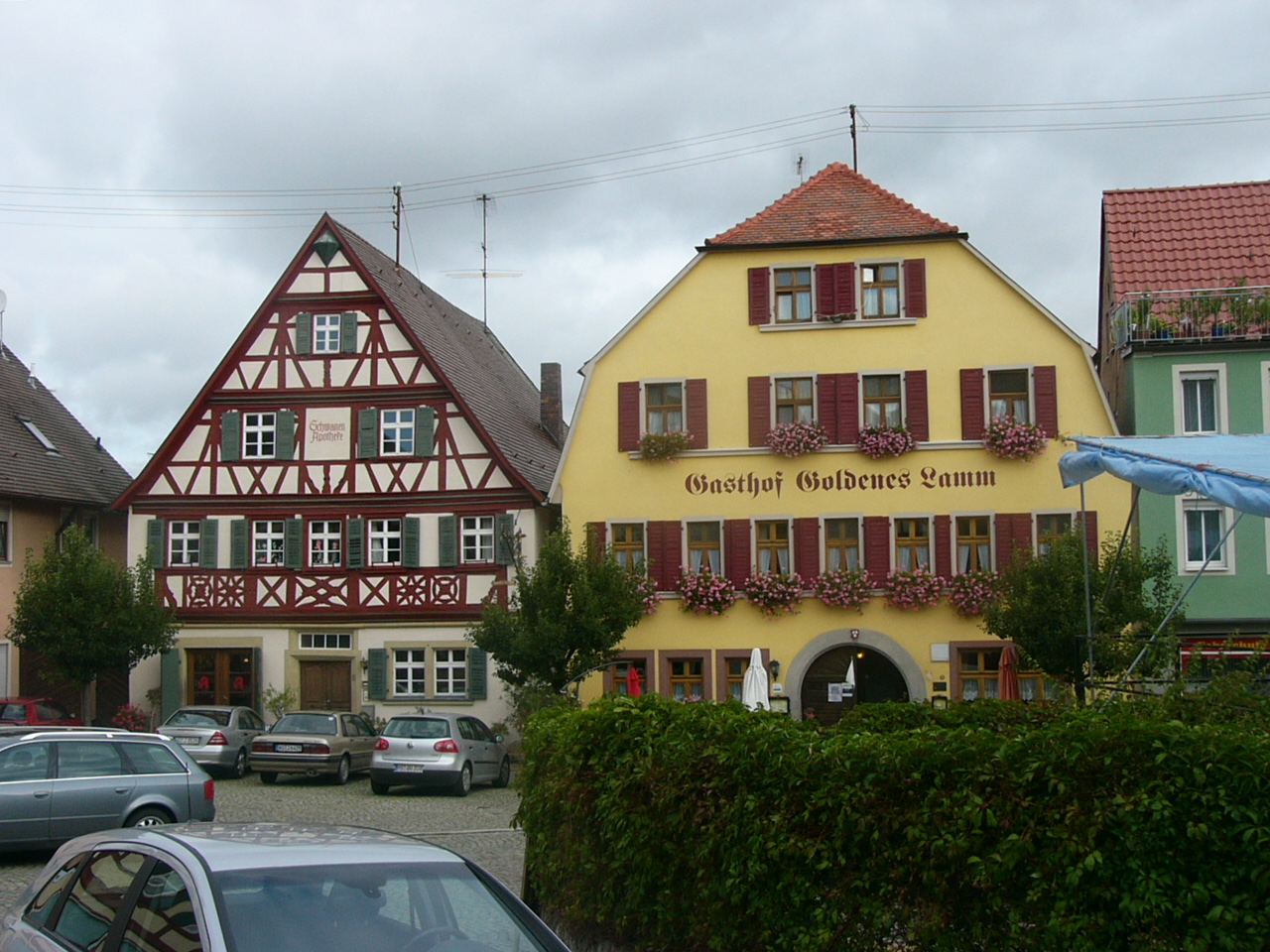
Marktplatz

Aub ([aʊ̯p] ) ist eine Stadt im unterfränkischen Landkreis Würzburg und der Sitz der Verwaltungsgemeinschaft Aub.

## Geographie

### Geographische Lage
Die Stadt liegt an der Gollach an der Landesgrenze zu Baden-Württemberg, etwa auf halbem Weg zwischen Rothenburg ob der Tauber und Würzburg.

### Gemeindegliederung
Es gibt sieben Gemeindeteile (in Klammern jeweils der Siedlungstyp):
- Aub (Hauptort)
- Baldersheim (Pfarrdorf)
- Burgerroth (Pfarrdorf)
- Herrgottsmühle (Einöde)
- Lämmermühle (Einöde)
- Stelzenmühle (Einöde)
- Uhlenmüle (Einöde)

Es gibt die Gemarkungen Aub, Baldersheim und Burgerroth.

## Geschichte
(Quellen unter)

### Name
Der Name der Stadt Aub, früher „Awe“ oder auch „Aue“ geschrieben, rührt von der Lage in der Wiesenau her, die schon namensgebend für das um 1000 n. Chr. gegründete Kloster wurde: „Unser Lieben Frauen Münster und Kloster in der Au“.

### Von den Bandkeramikern bis zu den Germanen
Auf der Rothenburger Höhe, 1000 Meter südöstlich der katholischen Kirche Mariä Himmelfahrt, wurden 1978 Siedlungsspuren der Linearbandkeramiker, der Stichbandkeramiker, der Rössener Kultur, der Bronzezeit und der Urnenfelderkultur gefunden. 700 Meter nordnordwestlich der Kirche fand man im Jahr 1900 ein Brandgrab der Urnenfelderzeit.
In der Nähe der Kunigundenkapelle wurden kupfersteinzeitliche Siedlungsspuren gefunden. Bedeutende Siedlungsspuren aus mehreren Epochen fand man in einem Umkreis von etwa 17 km um Aub in Acholshausen und auf dem Bullenheimer Berg.
Auf dem der Kunigundenkapelle gegenüberliegenden Eulenberg fand man Reste keltischer Siedlungen. Im Gollach- und Taubergebiet siedelten die Kelten. Aus der Zeit um 600 vor Christus (späte Hallstattzeit) stammt das Fürstengrab auf dem Fuchsenbühel in Riedenheim. Auch die drei Grabhügel im Waldgebiet Stelzenholz zwischen Aub und Baldersheim, die 1921 untersucht wurden, stammen aus der Hallstattzeit. Um 150 vor Christus (späte Latènezeit) entstand das Oppidum Finsterlohr.
Ab 100 vor Christus begannen dem sogenannten Großromstedter Horizont zugeordnete Elbgermanen zu siedeln. Auch der mainfränkische Dialekt hat nach dem Sprachwissenschaftler Ernst Schwarz seinen Ursprung im Elbgermanischen.

### Elbgermanen in Baldersheim
Vielleicht handelte es sich bereits damals um die zur elbgermanischen Völkergruppe der Herminonen gehörenden Markomannen. Belegt ist dies nicht. Gesichert ist nur, dass um 100 vor Christus zur Großromstedterkultur gehörende Elbgermanen ins Maingebiet vordrangen, Siedlungsspuren aus dieser Zeit auch in Baldersheim (in der Flur Staffelsbrunn) nachgewiesen wurden und die keltischen Helvetier gerade damals ins Gebiet der Schweiz und nach Südwestdeutschland abwanderten. Gesichert ist auch, dass sich die Markomannen irgendwann im Laufe des 1. Jahrhunderts vor Christus in der Umgebung Mainfrankens ansiedelten.
Im 13. Jahrhundert wurde Baldersheim noch „Baltolt(e)sheim“ genannt. Irrig ist die Annahme, der Ortsname Baldersheim könne auf den germanischen Gott Balder zurückgeführt werden. An der Kunigundenkapelle wurden keine konkreten Beweise für die Existenz einer heidnischen Kultstätte in vorgeschichtlicher Zeit gefunden, trotzdem gehen die Vermutungen der Experten nach wie vor in diese Richtung.

### Römer in Unterfranken
In den Jahren 11 und 10 vor Christus erlitten die Markomannen eine Niederlage gegen die Römer. 7 bis 3 vor Christus wanderten die Markomannen unter Marbod nach Böhmen aus. Römischer Legat in Germanien war damals Lucius Domitius Ahenobarbus. 10 v. Chr. bis 16 n. Chr. gab es ein Zweilegionenlager in Marktbreit (Drusus bis Germanicus).

### Rhein-Weser-Germanen, Alamannen und Franken
Im Jahre 20 nach Christus wurden die Elbgermanen der Großromstedter Kultur durch eine zu den Rhein-Weser-Germanen gehörende Kultur abgelöst. Die Siedlungskontinuität ist an der Baldersheimer Siedlung ersichtlich, ein Volksname ist nicht überliefert. 213 besiegte Caracalla die Alamannen in der Hohenloher Ebene.
Im Jahre 370 kam es zu Streitigkeiten um Salzquellen zwischen Alamannen und Burgunden, die zu diesem Zeitpunkt wahrscheinlich zwischen Hohenlohe und Mittelmaingebiet siedelten. 450 wurde zum ersten Mal „Uburzis“ (Würzburg) als Stadt der Alamannen erwähnt. Zu dieser Zeit begann die Frankisierung der Tauberregion. Bis zum 6. Jahrhundert setzte sie sich mit thüringischen Einsprengseln fort. 650 wurde die Stadt Würzburg fränkischer Amtsherzogsitz am Main. Der fränkische Königshof Gollhofen (Ersterwähnung 741 durch Karlmann) wurde anlässlich einer Schenkung im Zusammenhang mit der Würzburger Bistumsgründung durch Bonifatius zum Mittelpunkt des Gollachgaus.

### Christianisierung
Die schottischen Mönche Kilian, Kolonat und Totnan starben 689 den Märtyrertod. 704 tauchte zum ersten Mal der Name Virtheburh auf. Im Jahre 742 gründete Bonifatius in Würzburg eine Diözese und der spätere Heilige Burkard wurde erster Bischof von Würzburg. 788 wurde der Würzburger Dom im Beisein Karls des Großen geweiht.

### Erste dokumentierte Siedlungsspuren
Im Jahre 803 tauchte zum ersten Mal die Siedlungsbenennung „Lemmerheim“ auf. Von diesem ersten Siedlungskern im Gebiet von Aub stammt der Name der heutigen Lämmermühle.
Nachdem unter Bischof Hugo die Pfarrei Sonderhofen dem Benediktinerkloster St. Burkard zugeteilt worden war, wurde gegen 1000, also zur Zeit des Bischofs Heinrich I., die Benediktinerpropstei Unser Lieben Frauen Münster und Kloster in der Au, der zweite Siedlungskern der Ortschaft, als benediktinisches Adelskloster gegründet.
Die Propstei war eine Außenstelle der Würzburger Benediktinerabtei St. Burkard und deren geistlicher und wirtschaftlicher Verwaltungsort für die Besitzungen rund um Aub. Sie befand sich unterhalb der heutigen katholischen Kirche Mariä Himmelfahrt, der einstigen Münsterkirche, auf dem Gebiet des heutigen katholischen Pfarrhauses, der beiden Pfarrgärten und – quer über die Kirchsteige hinweg – der beiden Häuser Hauptstraße 10 und 12. Am Fuß der heutigen Kirchsteige, die damals noch nicht existierte, es gab nur einen schmalen Weg östlich des Pfarrgartens hinauf zum Marktplatz, befand sich das Haupttor des Klosters zwischen Mühlstraße 4 und dem gegenüberliegenden Fachwerkhaus mit dem Brunnen (einstige Lateinschule). Noch 1575 wurde dieses Tor genannt. Als die Würzburger Abtei 1464 in ein Ritterstift umgewandelt wurde, wurde die Auber Propstei aufgelöst.
König Heinrich II. und seine Frau Kunigunde gaben die Baldersheimer Gegend während des Reichstags 1009 in Frankfurt dem zwei Jahre vorher bei der Reichssynode in Frankfurt gegründeten Bistum Bamberg als Lehen.
Im Jahre 1136 wurde die Auber Münsterkirche umgebaut. Im Jahre 1156 fand ein Reichstag in Würzburg statt, bei dem Barbarossa Beatrice von Burgund heiratete. Bei einem weiteren Reichstag in Würzburg 1168 verlieh er Bischof Herold und allen nachfolgenden Würzburger Bischöfen durch die Güldene Freiheit den fränkischen Herzogtitel. 1151 wurde erstmals die Handelsroute Venedig – Romantische Straße – Skandinavien erwähnt, die auf dem Abschnitt Rothenburg – Würzburg auch durch Aub zurückgelegt werden konnte.

### Unter den Hohenlohern als Lehen Bambergs
Nicht weit von Aub, zwischen Langensteinach und Simmershofen, befand sich Burg Hohlach, das Stammschloss, nach dem sich die Familie Hohenlohe noch heute nennt.
Im Jahre 1230 unterschrieben Gottfried und Konrad von Hohenlohe-Brauneck einen Erbvertrag, durch den Letzterer zum Alleinbesitzer der Reichelsburg wurde. Die Grafen von Brauneck (Stammschloss dieses Zweiges der Hohenloher war die Burg Brauneck) hatten als Vasallen des Hochstifts Bamberg damals das einträgliche Geleitrecht und beobachteten von der Reichelsburg aus den Verkehr auf der Straße zwischen Würzburg und Rothenburg. Die Straße war eine der Nebenstrecken auf den beiden wichtigen Handelsrouten Venedig-Lübeck und Paris-Prag. Außerdem waren die Hohenloher (und später die Weinsberger, nach dem Aussterben der Hohenloher 1390) Vögte der Propstei. Die Auber Propstei bestand bis 1464. In den Jahrhunderten ihres Bestehens rückten die Auber Pröbste oft zu Äbten des Würzburger Klosters auf.
Die Hohenloher waren Friedrich II. dem Staufer sehr treu, besonders Gottfried von Hohenlohe bei den Auseinandersetzungen mit Friedrichs Sohn Heinrich (VII.). Der von Friedrich II. geförderte Walter von der Vogelweide starb 1230 wahrscheinlich in Würzburg, als Konrad von Würzburg geboren wurde.
Im Jahre 1232 gründeten Konrad und Gottfried von Hohenlohe-Brauneck das Kloster Frauental. 1234 wurden viele hohenlohische Burgen von Gefolgsleuten des Königs Heinrich (VII.) zerstört. Brauneck und Lichtel wurden wieder aufgebaut, vielleicht auch die Reichelsburg. Seit wann die Schutzvögte des Klosters als Stützpunkt eine Veste an der höchsten Stelle Aubs hatten, ist nicht bekannt. Aus dem 13. Jahrhundert stammende Teile der romanischen Burg der Hohenloher, die bis zur Grabensohle des an der Nordseite noch heute existierenden Burggrabens reichten, sind die ältesten Überbleibsel der ursprünglichen Burg. Schriftlich erwähnt wird die Veste in Awe zum ersten Mal erst 1369 in einer Verpfändungsurkunde.
Im Jahre 1325 verlieh Ludwig der Bayer Aub das Marktrecht und zwar an seine Gefolgsleute Ludwig und Godfried III. von Hohenlohe-Brauneck. 1355 stiftete Letzterer unter dem Eindruck des sogenannten Schwarzen Tods das Pfründner-Spital, das in ein Museum umgewandelt wurde und besichtigt werden kann. Das Ende des Geschlechtes Hohenlohe-Brauneck war damals bereits nah. Dazu mag die Tatsache beigetragen haben, dass viele männliche Abkömmlinge dieses Geschlechts geistliche Würdenträger wurden. Bereits über hundert Jahre vorher, als die Brüder Konrad und Gottfried, die Gefolgsleute von Kaiser Friedrich II., an der Spitze des Hauses standen, waren ihre anderen drei Brüder Heinrich, Andreas und Friedrich Geistliche. Heinrich war der siebte Deutschmeister, der als Heinrich von Hohenlohe berühmt wurde und wahrscheinlich die in der Gemarkung Burgerroth liegende Kunigundenkapelle erbauen ließ. Sein Bruder Andreas gründete das Deutsch-Ordenshaus in Mergentheim und auch Friedrich war Mitglied des Deutschen Ordens. Selbst bei Konrad und Gottfried, den beiden weltlichen Repräsentanten des Hauses, kam die starke Bindung an christliche Ideale der Hohenloher zum Ausdruck: Die beiden gründeten 1232 das Zisterzienserinnenkloster in Frauental. Ritterfehden waren damals häufig in Deutschland. Das Nibelungenlied, dessen Dramatik versucht, dieser bewegten Zeit zu entsprechen, und Wolfram von Eschenbachs Parzival waren nur wenige Jahrzehnte zuvor entstanden. Aber es war auch die Zeit, in der Albertus Magnus aktiv war und Eike von Repgow den Sachsenspiegel schrieb.
Mitte des 14. Jahrhunderts waren mit Albrecht und seinem Bruder Friedrich beide Fürstbischöfe von Würzburg und Bamberg Hohenloher.
Im Jahre 1369 wurde die Veste Aub zum ersten Mal in einer Verpfändungsurkunde von Gerlach von Hohenlohe an die Rothenburger Bürger Holtschuher und Goltsmit erwähnt.

### Unter den Weinsbergern und Baldersheimern als Lehen Würzburgs
Die schreckliche Zeit des 14. Jahrhunderts spürte man auch in Aub. Kurz bevor der Schwarze Tod anfing, Europa zu überziehen, hatte „König Armleder“ in Aub sein Unwesen getrieben. Wie „König Rintfleisch“ vier Jahrzehnte vorher, war auch er von Röttingen aus losgezogen.
Als die Linie Brauneck des Hauses Hohenlohe im Jahre 1390 ausstarb, heiratete die Witwe Anna Gräfin von Hohenlohe-Brauneck (geborene von Hohenlohe-Weikersheim) im Jahr 1396 den Reichserbkämmerer Konrad von Weinsberg. Konrad und Anna verkauften 1398 eine Hälfte von Aub ihrem Verbündeten, dem im Ritterkanton Odenwald organisierten fränkischen Ritter Hans Truchseß von Baldersheim. Im Jahre 1399 erlaubte Fürstbischof Gerhard von Schwarzburg die Verlegung von Zentgericht und Halsgericht nach Aub, wie Konrad von Weinsberg und Hans von Baldersheim es gewünscht hatten.
Die Gerichtsbarkeit wurde vom Fürstbischof dem Zentgrafen verliehen und war erblich. Im Jahre 1521 wurden 15 Schöffen erwähnt: zwei aus dem Würzburgischen, einer aus dem Truchseßschen, einer aus dem Rosenbergschen Viertel und weitere aus den umliegenden Dörfern Öllingen, Sechselbach, Gollachostheim.
Der Gerichtstag wurde mit einer Messe eingeleitet. Ab 1400 gab es einen Gefängnisturm im Harbach, der 1704 zum Geyerschlössle erweitert wurde. Ein Fachwerkteil über dem Turm brannte 1945 ab. Das Essen für die Gefangenen nach genauen Vorschriften kam aus dem Gasthof zum Weißen Ross. Im 19. Jahrhundert wurde aus dem Gefängnis ein Armenhaus. Im Jahre 1401 wurde Konrad von Weinsberg von Fürstbischof Johann I. von Egloffstein, dem Gründer der ersten Universität Bayerns, mit der Reichelsburg belehnt, wo seine Frau Anna (Gräfin von Hohenlohe-Brauneck) wohnte.
Die Truchseß von Baldersheim waren Vasallen der Hohenlohe-Brauneck, solange dieses Geschlecht bestand. Als ihre ehemaligen Lehnsherren ausgestorben waren, bot sich für sie die Gelegenheit, einen eigenen Herrschaftsbereich zu schaffen, auch dank ihres guten Verhältnisses zu ihrem anderen Lehensherrn, dem Hochstift Würzburg, das als Gesetzesarm des Fürstbischofs wirkte. Bei den von Hohenlohe hatten die Truchseß von Baldersheim das Hofamt des Truchsess (lateinisch dapifer) inne und mit der Zeit war die Amtsbezeichnung Bestandteil des Namens geworden. Die etymologische Bedeutung des Wortes Truchsess rührt daher, dass er dem Tross vorsaß. Truchsess hat also in etwa die Bedeutung Vorsitzender des Gefolges.

### Stadtrecht und Auflösung des Klosters
Am 1. Januar 1404 wurde Aub auf Betreiben von Hans Truchseß von Baldersheim und Konrad von Weinsberg vom römisch-deutschen König Ruprecht von der Pfalz das Stadtrecht gewährt, wodurch Aub vom Markt zur Stadt erhoben wurde und das Recht erhielt, die Ortschaft „mit mvren vndt graben zu vmbführen“. Im Jahre 1436 war die Stadtmauer mit ihren ungefähr 15 Türmen und dem Würzburger und dem Rothenburger Tor fertig gebaut. Der Besitz von Aub wurde aufgeteilt: Die mittlere Marktzeile zwischen Marktplatz und Hauptstraße und der Häuserblock zwischen Schloss Aub und Spital gingen zunächst an die Witwe von Fritz Truchseß von Baldersheim, später war dieses Gebiet für kurze Zeit Besitz der Zobel von Giebelstadt und wurde dann zum Rosenbergschen Viertel.
Wie das Spital befand sich auch der Siedlungsbereich der Auber Juden (heutige Judengasse, Neuertgasse und Hauptstraße) im Rosenbergschen Viertel. Das Amtshaus der Rosenberger war das Haus mit der Pietà, Hauptstraße Nr. 9. Es war ein „Freihaus“, bot also Asylrecht. Die ganherrschaftliche Zuständigkeit des Auber Zent- und Halsgerichts endete deshalb an der Schwelle seiner Haustür. Auch später unter der Herrschaft des Deutschordens ab 1682 war dasselbe Haus eine „deutschmeisterliche Freiung“. Das übrige Gebiet nördlich der heutigen Hauptstraße, des Marktplatzes und der Etzelstraße, also der Nordteil zwischen Würzburger Tor und Rothenburger Tor (in etwa zwischen der heutigen Gollachbrücke und dem Ullrichsturm) blieb weinsbergisch. Im Jahre 1464 wurde die Auber Propstei, die sich im Weinsberger Halbteil zwischen Hauptstraße 10/12 und Mühlstraße 76, quer über die Steige befunden hatte, aufgelöst, da die ihr übergeordnete Würzburger Abtei St. Burkhard in ein Ritterstift umgewandelt wurde.
Das Schloss und der Häuserblock zwischen oberer Marktzeile und heutiger Johannes-Böhm-Straße wurden zum „Truchsessviertel“. Die zur oberen Marktzeile gehörenden Häuser Nr. 17 und 19 wurden die Freistätte des Hochstifts. Seit der Teilung von 1436 wechselte man bei einem Spaziergang im damaligen Aub dreimal das Hoheitsgebiet.
Die Familie von Rosenberg, die damals Eigentümerin der von den Truchseß verkauften Besitzungen wurde, war die vierte Familie, deren Schicksal auf die Geschichte Aubs Einfluss nahm.
Von 1482 bis 1489 wurde das erste Rathaus gebaut. Es war der krönende Abschluss der Bauarbeiten des 15. Jahrhunderts, durch die Aub zu einem mauerumwehrten Städtchen geworden war. Dieses erste Rathaus war noch einstöckig. Erst als es nach den Zerstörungen des Dreißigjährigen Krieges an derselben Stelle wiederaufgebaut wurde, bekam es seine heutige Größe durch einen Sohn Konrads von Weinsberg, Philipp den Älteren von Weinsberg, der zusammen mit den Truchsessen von Baldersheim, den Brüdern Martin, Georg und Reinhardt, das Rathaus baute.
1493 bauten dieselben Männer auch die Schenkstatt zum Lamm am Marktplatz. Über deren Eingang ist noch das Wappen der Weinsberger zu sehen. Philipp der Ältere wohnte jedoch zusammen mit seinem Bruder, dem Geistlichen Philipp der Jüngere, in der Reichelsburg. Zwischen 1507 und 1521 starb mit Philipp dem Jüngeren der letzte Weinsberger, die weinsbergische Hälfte Aubs wurde dadurch würzburgisch.
1485 wurde Johannes Böhm geboren.

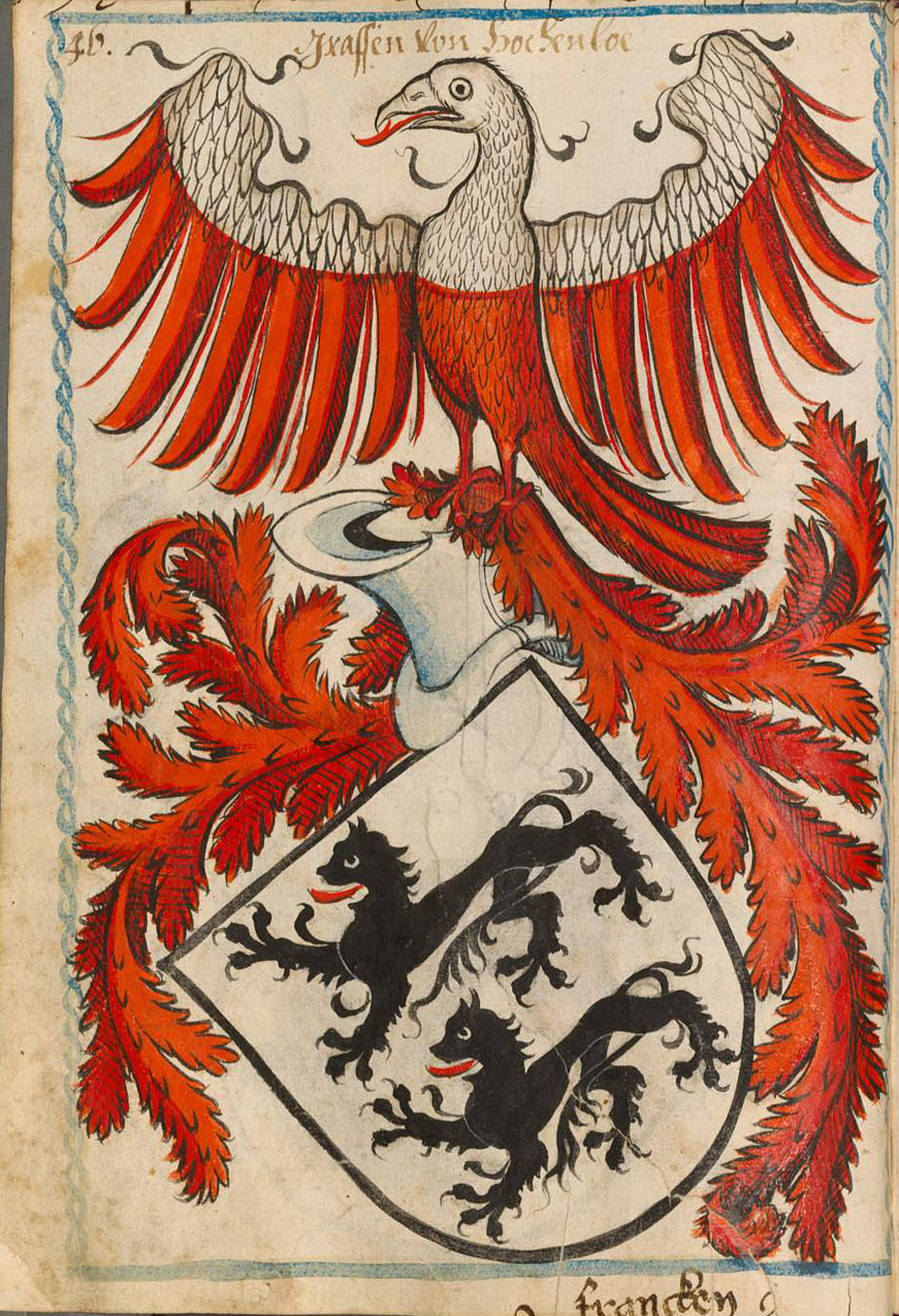
Wappen des Hauses Hohenlohe
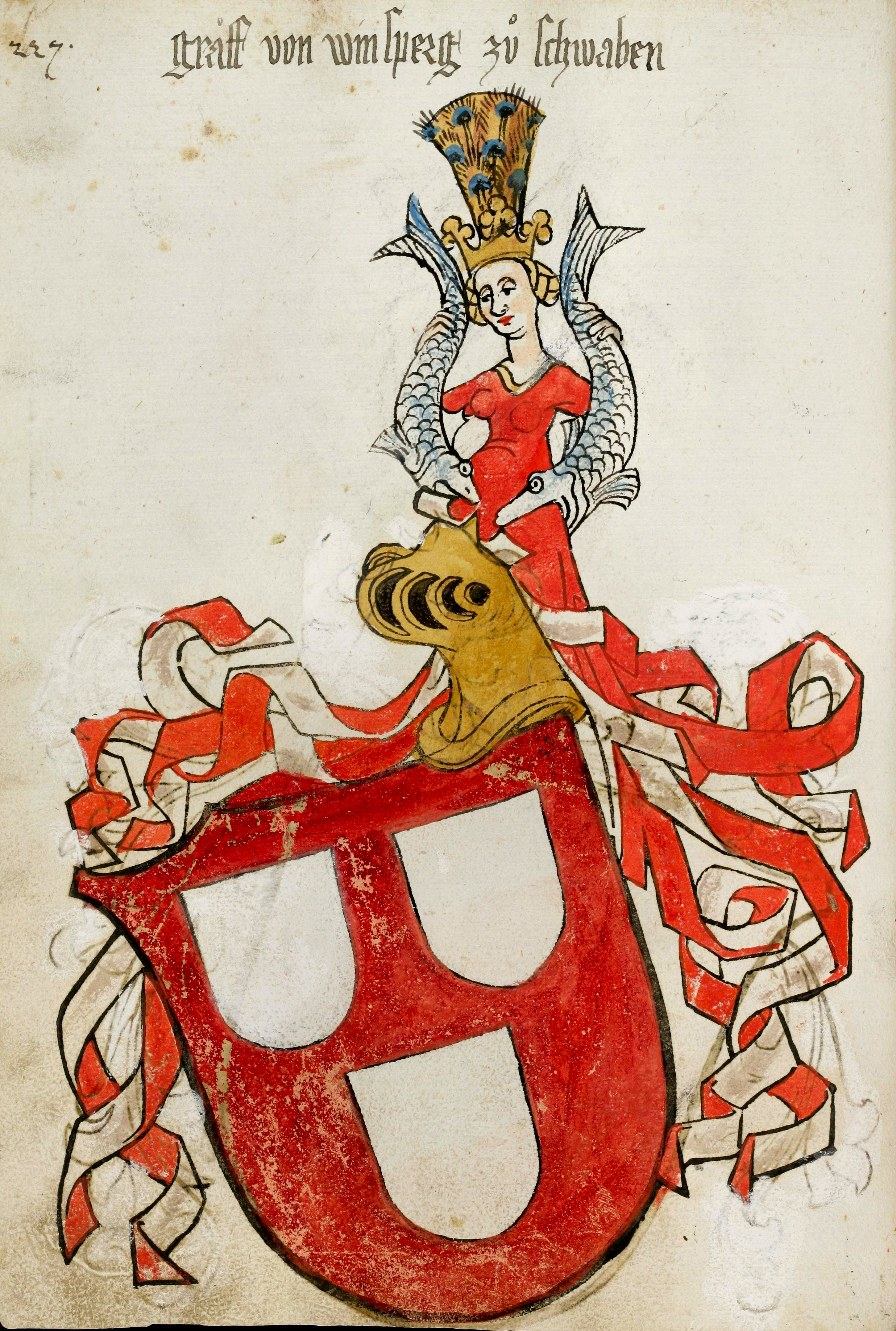
Wappen der Herren von Weinsberg
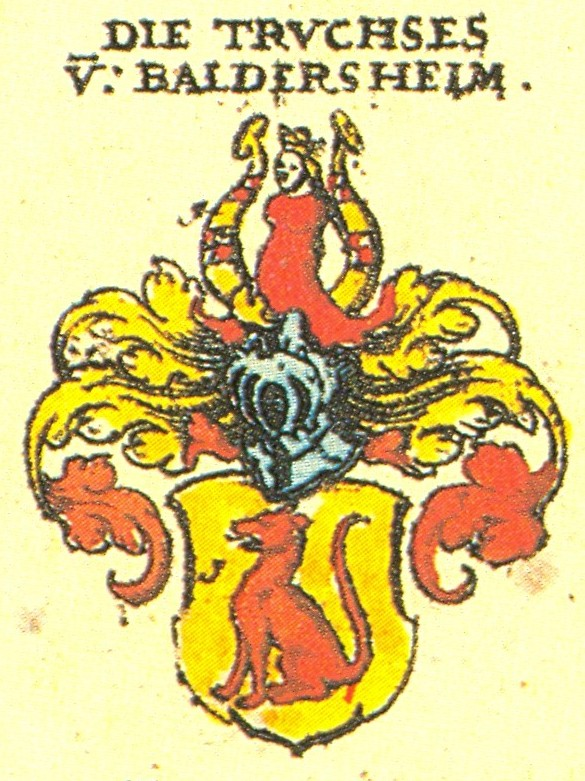
Wappen der Familie Truchseß von Baldersheim
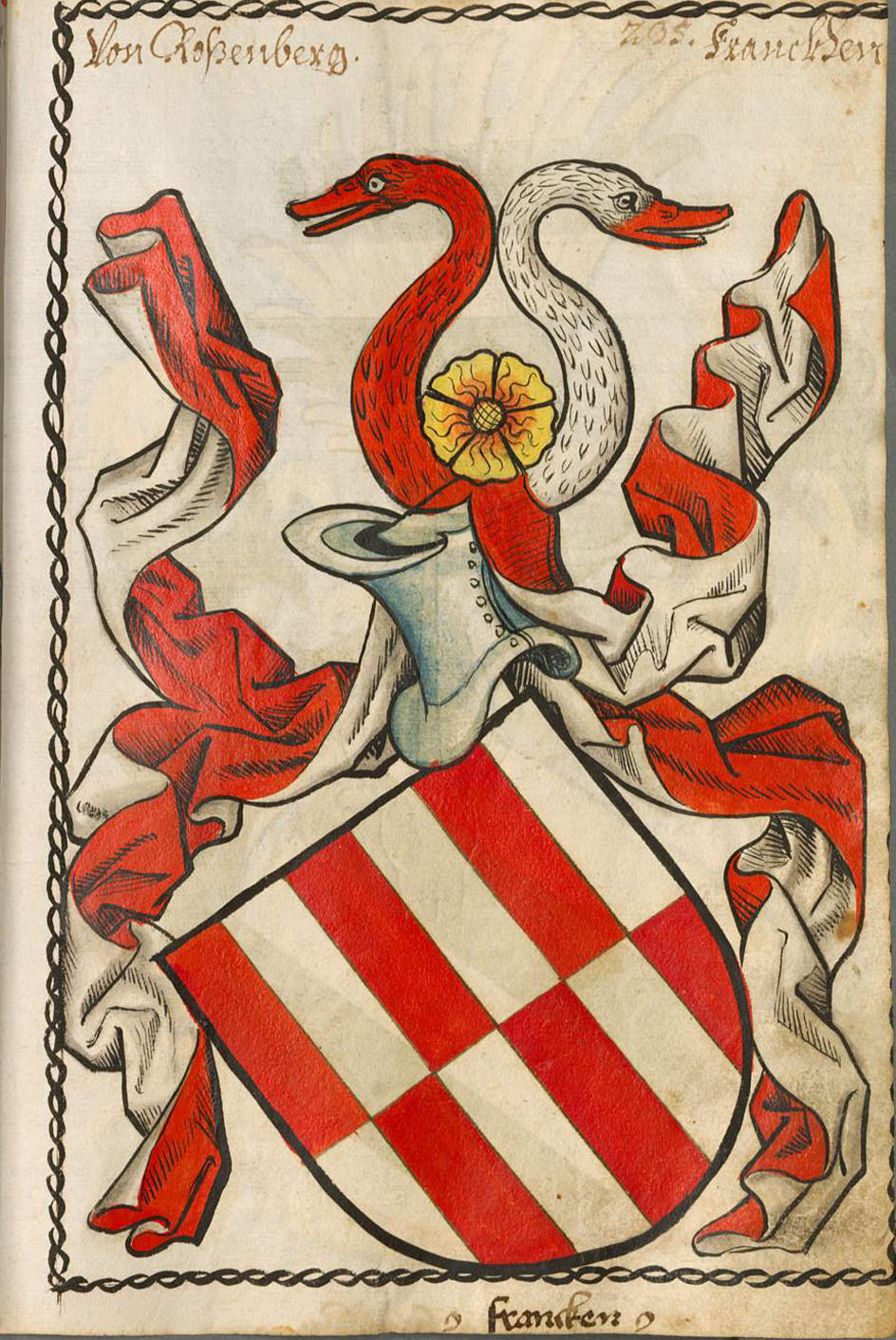
Wappen der Familie von Rosenberg

### Ritterkriege und Bauernkrieg
Das 16. Jahrhundert ist wie an vielen Orten zwischen Goslar und Bern von den Ereignissen des Bauernkriegs und der vorausgehenden Ritterkriege gekennzeichnet. „Mvren vndt Graben“ boten nur begrenzten Schutz, und 1523 wurde die Stadt Aub im Fränkischen Krieg vom Schwäbischen Bund angegriffen und – wie auch Schloss Waldmannshofen – gebrandschatzt, weil Angehörige der Familie von Rosenberg, die mittlerweile Herren eines Viertels von Schloss Aub waren, mit dem Raubritter Thomas von Absberg gemeinsame Sache gemacht hatten (siehe auch die Wandereisen-Holzschnitte von 1523). Schloss Aub war eine Ganerbenburg, das andere Viertel gehörte den Truchsessen und die einst weinsbergische Hälfte gehört seit dem Aussterben der Weinsberger dem Hochstift Würzburg. Auf dem Holzschnitt des damaligen Aubs wird Cuntz von Reussenberg genannt; Reussenberg war die damalige Schreibweise von Rosenberg.
Thomas von Absberg gilt zwar als der Inbegriff des Raubritters, er war jedoch auch einer der Parteigänger des Götz von Berlichingen, und zu seinen Verbündeten gehörten außer den Rosenberg noch viele andere angesehene fränkische Familien, unter anderem die Familie Aufseß, zum Teil auch die Familie Thüngen, die andererseits den damaligen Fürstbischof stellte (Konrad II. von Thüngen), der ja Herr des Hochstifts war und auf der Seite des Schwäbischen Bundes stand. Auch die Vorfahren von Karl-Theodor von und zu Guttenberg waren mit Thomas von Absberg verbündet.
Am 22. April 1525 (Samstag nach Ostern) wurde die Reichelsburg wie auch Burg Brauneck von aufrührerischen Bauern im Bauernkrieg geplündert und zerstört, sodass Georg von Rosenberg, der als Amtmann des Hochstifts Würzburg in der Reichelsburg gewohnt hatte, zu seinem Verwandten Kunz von Rosenberg (Cuntz von Reussenberg) ins zwei Jahre zuvor gebrandschatzte Schloss Aub zog.

### Hochstift Würzburg, die Gegenreformation und der Dreißigjährige Krieg
1515 wurde das Truchsessviertel ein Würzburger Lehen, das Schloss blieb jedoch weiterhin Sitz der Truchsesse. 1602 starb die Familie der Truchseß von Baldersheim aus. Über 200 Jahre lang hatten sie in Aub gewirtschaftet. Ihre Besitzungen fielen an ihren Lehnsherrn, das Hochstift Würzburg, zurück. Fürstbischof war damals Julius Echter von Mespelbrunn, der das Schloss renovieren und im Stil der Spätrenaissance ausbauen ließ und als Jagdschloss umwidmete. Er renovierte damals auch die Kirche und das Spital.
Julius Echter war einer der Protagonisten der Gegenreformation. Da aber die Truchseß von Baldersheim und die Rosenberger zum lutherischen Bekenntnis übergetreten waren, konnte er – Cuius regio, eius religio – nicht gegenreformatorisch in Aub aktiv werden, solange es die Familie der Truchseß noch gab. Ein Jahr nach dem Tod des letzten Truchseß wurde Echter in Aub aktiv.
Dennoch gab es seit 1610 zum ersten Mal auch einen evangelischen Pfarrer in Aub, denn die Rosenberger, die sich nun, als Aub zu drei Vierteln würzburgisch-katholisch geworden war, in einer Minderheitsposition befanden, versuchten sich und ihr Bekenntnis zu behaupten, als die Gegenreformation in Aub Einzug hielt. Dieser erste evangelische Pfarrer Aubs sollte jedoch bis zum 19. Jahrhundert der letzte sein, nachdem auch die Rosenberger während des Dreißigjährigen Krieges ausstarben.
1628 war das Rosenbergviertel nach einem Sieg der katholischen Liga im Dreißigjährigen Krieg per Kaiserdekret würzburgisch geworden. Aber nach dem Westfälischen Frieden fiel es an seinen Lehnsherrn, mittlerweile die calvinistische Kurpfalz, mit der die antikatholischen Rosenberger verbündet waren, zurück. Das Amt Aub, das einst die Rosenberger innehatten, wurde nach dem Westfälischen Frieden zum Oberamt Boxberg geschlagen.
1631 war Schloss Aub Sitz von Johann T’Serclaes von Tilly, einem Heerführer der Katholischen Liga, als sein Gegenspieler Gustav Adolf II. in der Festung Marienberg saß.
Seit dem 11. Januar 1632 war Aub ganz würzburgisch, nachdem auch Albert Christoff von Rosenberg als Letzter seines Geschlechts verstorben und das Schloss ans Hochstift Würzburg zurückgefallen war. Die Weinsberger waren bereits zwischen 1507 und 1521 ausgestorben. 1521 war es dem Hochstift Würzburg gelungen, die Burg Reichelsburg von Katharina Gräfin von Königstein, der Tochter Philipps des Älteren von Weinsberg, zu erwerben.
1632 wurde Aub von den Kroaten und der kaiserlichen Reiterei geplündert und bis zum Ende des Dreißigjährigen Krieges kamen immer wieder Truppenkontingente nach Aub, zum Beispiel Bernhard von Sachsen-Weimar 1632 und Wallensteins General Ottavio Piccolomini 1639 bei seinem Marsch durch Franken. 1648 bei Kriegsende hauste die französische Soldateska im Schloss. Im Jahr darauf standen immer noch Truppen unter Carl Gustav Wrangel im Land.
Im Jahre 1673, während des Pfälzischen Erbfolgekriegs, wurde Aub wieder geplündert und der Kirchenschatz geraubt, als ein Reiterregiment Ludwigs XIV. unter Generalfeldmarschall Turenne bei Brauneck lagerte. Pferde wurden sogar in Wohnstuben untergestellt.
Nachdem Schloss Aub als Wohnsitz ausgedient hatte, fungierte es, nun im Besitz des Hochstifts Würzburg, in der zweiten Hälfte des 17. Jahrhunderts quasi als Hotel des Hochadels auf der Durchreise. Es übernachteten dort: Christina von Schweden auf dem Weg nach Rom, Kaiser Leopold I. auf dem Weg nach Frankfurt zur Kaiserkrönung, im Januar 1689 der Kurfürst von Sachsen und ebenfalls im Jahr 1689 Königin Anna von Spanien.

### Aub Besitz des Deutschordens
Von 1668 bis 1805 wurde Aub Besitztum des Deutschen Ordens. Die als zu groß empfundene Alte Synagoge und ihre Position, direkt unterhalb der katholischen Kirche, war dem Deutschen Orden trotz des seit dem 13. Jahrhundert vom Westchor auf das Judenviertel herabblickenden abschreckenden Wasserspeiers ein Dorn im Auge. Im Jahre 1743 wurde deshalb auf Veranlassung des Ordens am anderen Ende der Neuertgasse die kleinere sogenannte Neue Synagoge errichtet.
Schloss Aub blieb im Besitz des Hochstifts Würzburg. Seine heiterste Zeit erlebte es im Lauf des 18. Jahrhunderts, besonders zur Zeit des jagdliebenden Adam Friedrich von Seinsheim, der sich oft dort aufhielt.
Im Jahre 1793 zog Karl von Österreich-Teschen mit österreichischen Truppen während des Kriegs gegen die französische Republik durch Aub.

### 19. Jahrhundert
Im Jahre 1803 verlor der Deutsche Orden infolge des Reichsdeputationshauptschlusses seine Besitzungen. Aub fiel im Zuge der Säkularisation an das Kurfürstentum Bayern. 1805 gelangte Aub infolge eines im Frieden von Pressburg vereinbarten Gebietstausches an den Großherzog Ferdinand von Toskana und gehörte ab 1806 zum für Ferdinand geschaffenen Großherzogtum Würzburg.
Infolge der Auflösung des Rheinbundes wurde auch das Großherzogtum Würzburg aufgelöst. Dadurch fiel Aub im Jahr 1814 an das Königreich Bayern unter Maximilian I. Dies wurde durch den Wiener Kongress besiegelt.
Im Zuge der Verwaltungsreformen in Bayern entstand mit dem Gemeindeedikt von 1818 die Selbstverwaltung. Im Königreich Bayern wurde Franken 1837 in die Regierungsbezirke Ober-, Mittel- und Unterfranken gegliedert. An der Einteilung der Regierungsbezirke in Kreise, deren Benennung sich wie in Frankreich an Flussnamen orientierte, ist noch der Einfluss der Napoleonzeit zu erkennen.

### Eingemeindungen
Im Zuge der Gebietsreform in Bayern wurde am 1. Juli 1976 die Gemeinde Burgerroth und am 1. Mai 1978 die Gemeinde Baldersheim eingegliedert.

### Einwohnerentwicklung
| Jahr | Einwohner |
| ---- | --------- |
| 1961 | 1936      |
| 1970 | 1714      |
| 1987 | 1631      |
| 1991 | 1699      |
| 1995 | 1771      |
| 2000 | 1702      |
| 2005 | 1608      |
| 2010 | 1521      |
| 2015 | 1506      |
| 2016 | 1474      |
| 2017 | 1455      |

Einwohnerentwicklung von Aub von 1961 bis 2017 nach nebenstehender Tabelle

Im Zeitraum 1988 bis 2018 sank die Einwohnerzahl von 1670 auf 1466 um 204 Einwohner bzw. um 12,2 %. 1992 hatte die Stadt 1809 Einwohner.
Quelle: BayLfStat

## Politik

### Verwaltungsgemeinschaft
Die Stadt bildet mit dem Markt Gelchsheim und der Gemeinde Sonderhofen die Verwaltungsgemeinschaft Aub.

### Stadtrat
Der Stadtrat setzt sich aufgrund der Einwohnerzahl von 2019 aus zwölf Mitgliedern (zuzüglich Bürgermeister) zusammen. Seit 1. Mai 2020 ist die Sitzverteilung wie folgt:
- CSU/Bürgerliste: 7 Sitze,
- Unabhängige Bürger: 3 Sitze und
- Wählergemeinschaft Baldersheim-Burgerroth: 2 Sitze.

Gegenüber 2014–2020 verlor die CSU/Bürgerliste einen Sitz und das Kommunale Forum (ein Sitz) ist nicht mehr im Stadtrat vertreten. Dafür errang die Wählergemeinschaft Baldersheim-Burgerroth zwei Sitze.

### Bürgermeister
Roman Menth (CSU/Bürgerliste) ist seit 1. Mai 2020 Bürgermeister; er wurde am 15. März 2020 bei einer Wahlbeteiligung von 76,9 % mit 81,5 % der Stimmen gewählt. Seine Vorgänger waren
- 2002–2020 Robert Melber (CSU/Bürgerliste),
- bis 2002 Dietmar Scheid (Unabhängige Bürger).

### Wappen
| Wappen von Aub | Blasonierung: „In Rot vor einer goldenen Flammenglorie auf silberner Mondsichel stehend die blau gekleidete und golden gekrönte Mutter Gottes, auf dem rechten Arm das Kind mit der Weltkugel, in der Linken ein goldenes Zepter.“                                                                                              |
| Wappen von Aub | Wappenbegründung: Aus dem 15. Jahrhundert sind Siegelabdrücke mit der Madonna erhalten. Sie weisen auf die Patronin der Pfarrkirche hin. Das Motiv veränderte sich bis heute nicht, die Farben waren aber lange Zeit unsicher. Auf einem Wappen aus dem Jahr 1864 ist eine in rot gekleidete Madonna auf blauem Grund zu sehen. |

### Städtepartnerschaften
- Wrixum auf Föhr (Schleswig-Holstein), seit 1998

## Kultur und Sehenswürdigkeiten
Aub bietet neben Rathaus, Mariensäule, Schloss, der Kunigundenkapelle und der Reichelsburg noch zahlreiche weitere Sehenswürdigkeiten. Die katholische Stadtpfarrkirche Mariä Himmelfahrt besitzt mit ihrer Kreuzigungsgruppe ein um 1510 gefertigtes Meisterwerk aus der Werkstatt von Tilman Riemenschneider. Im Fränkischen Spitalmuseum kann man sich über Klostermedizin und das Gesundheitswesen und den Alltag im mittelalterlichen Franken informieren. An einigen Stellen ist Aub immer noch von Teilen der einstigen Stadtmauer umgeben, und von den einst 15 Wehrtürmen können noch mehrere Mauerstümpfe und einige vollständig erhaltene Türme besichtigt werden. Bei einem Rundgang um das 1,4 Kilometer lange Bauwerk und durch die Gassen der Altstadt kann man eine Reihe lohnender Stadtansichten erkunden, die aus Überresten der Zeit vom 15. bis zum 18. Jahrhundert bestehen.
Den Mittelpunkt des kleinen Städtchens bildet der mittelalterliche Marktplatz mit dem Brunnen und der Mariensäule vor dem über 500 Jahre alten Rathaus. Hinter dem Rathaus befindet sich das Harbach genannte Stadtviertel, durch das man zum oberhalb der Gollach gelegenen jüdischen Friedhof gelangt, auf dem weltbekannte jüdische Familiennamen wie Oppenheimer, Mannheimer und Sichel zu lesen sind.
Südlich von Baldersheim befindet sich die Ruine der Reichelsburg aus dem 14. Jahrhundert.
Bei Burgerroth befindet sich die Kunigundenkapelle. Nach einer Sage erfolgte der Bau dieser Kapelle, nachdem Kaiserin Kunigunde in Bamberg drei weiße Schleier fliegen lassen und gelobt hatte, am Fundort der Schleier eine Kapelle zu Ehren der Gottesmutter erbauen zu lassen. Einer der Schleier verfing sich in den Zweigen einer damals jungen Linde, angeblich die heutige Kunigundenlinde. In Wahrheit wurde die Kapelle jedoch nicht in der Zeit Kunigundes errichtet, sondern erst zwei Jahrhunderte später, als sich im Einflussbereich Bambergs, nachdem Kaiserin Kunigunde heiliggesprochen worden war, die Kunigundisverehrung verbreitet und traditionell gefestigt hatte. Wahrscheinlich war es Heinrich von Hohenlohe, der die Kapelle erbauen ließ.
Die Pfarrkirche St. Andreas im OT Burgerroth wurde 1824 erbaut.

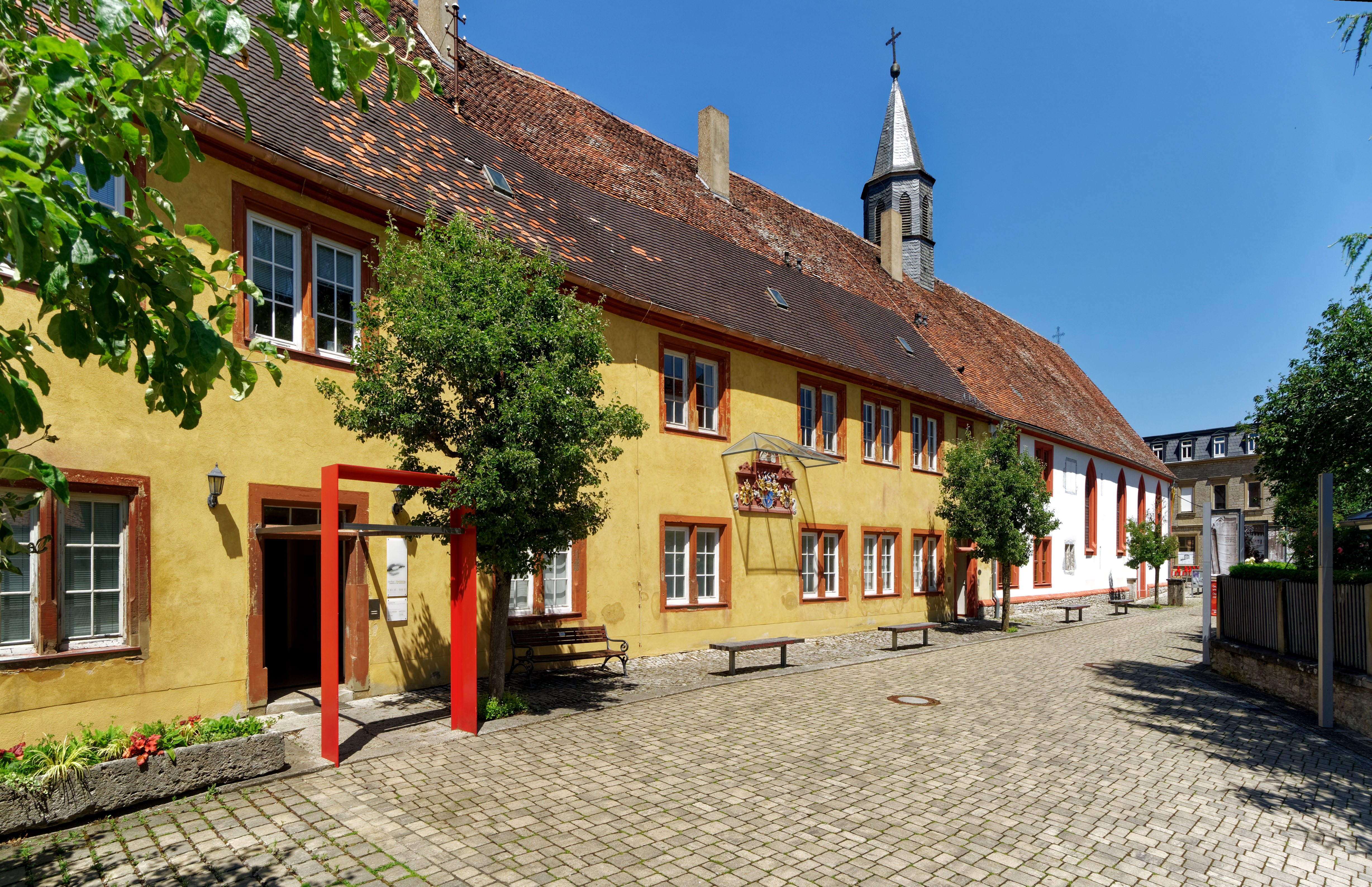
Das Spitalmuseum Aub.
Ansicht von 1523
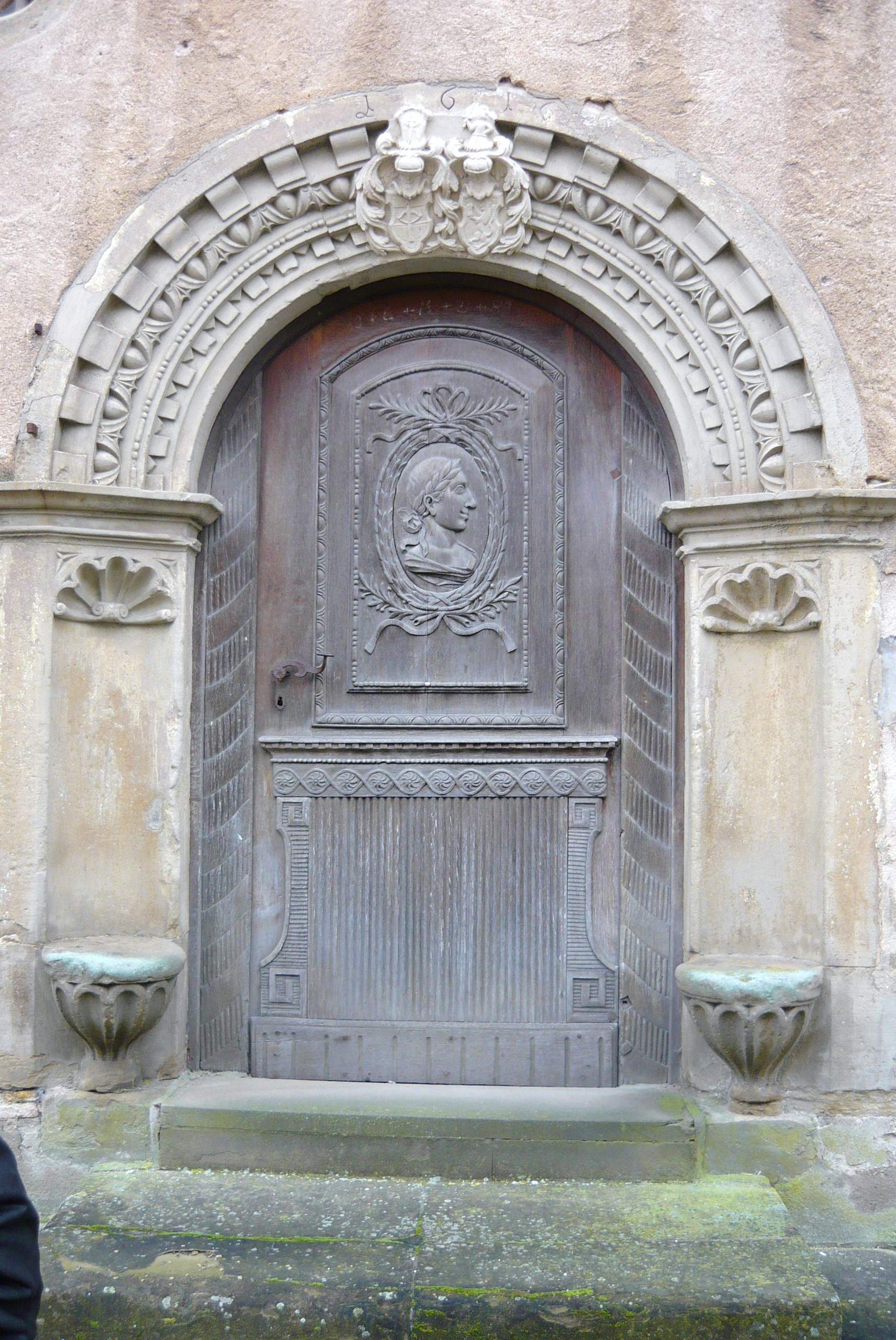
Hauseingang am Marktplatz aus der Echterzeit
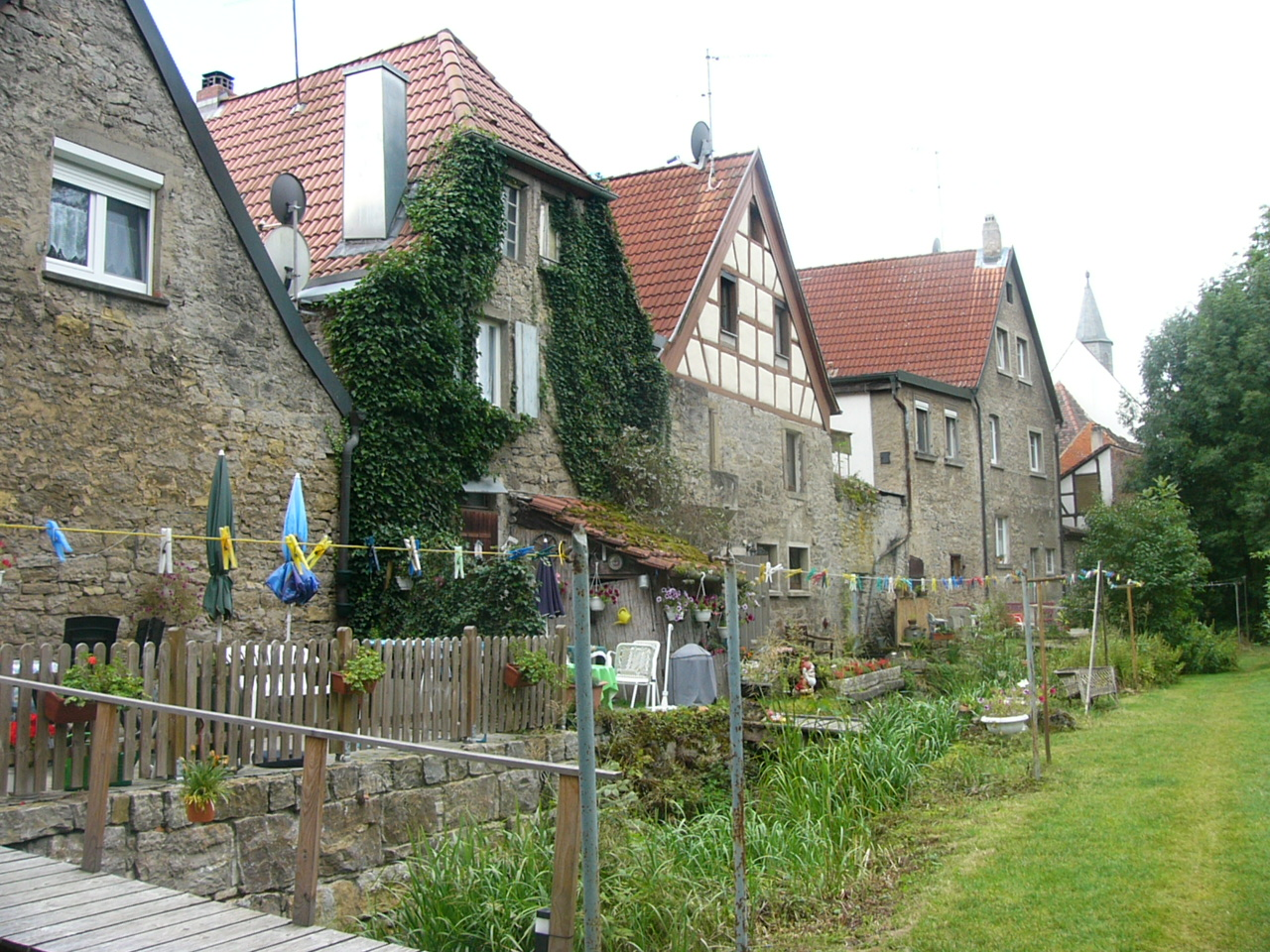
Stadtmauer
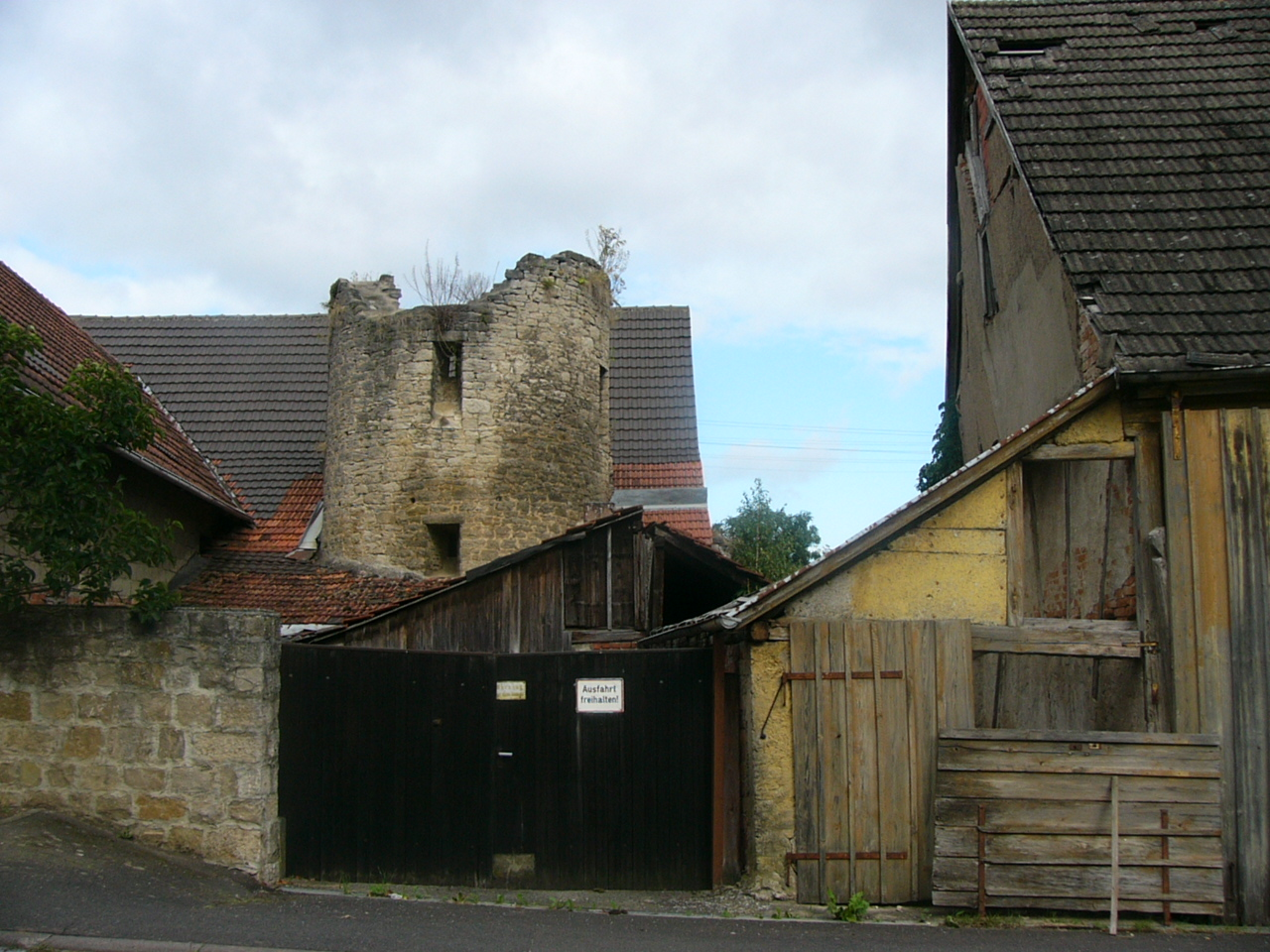
Verfallener Wehrturm
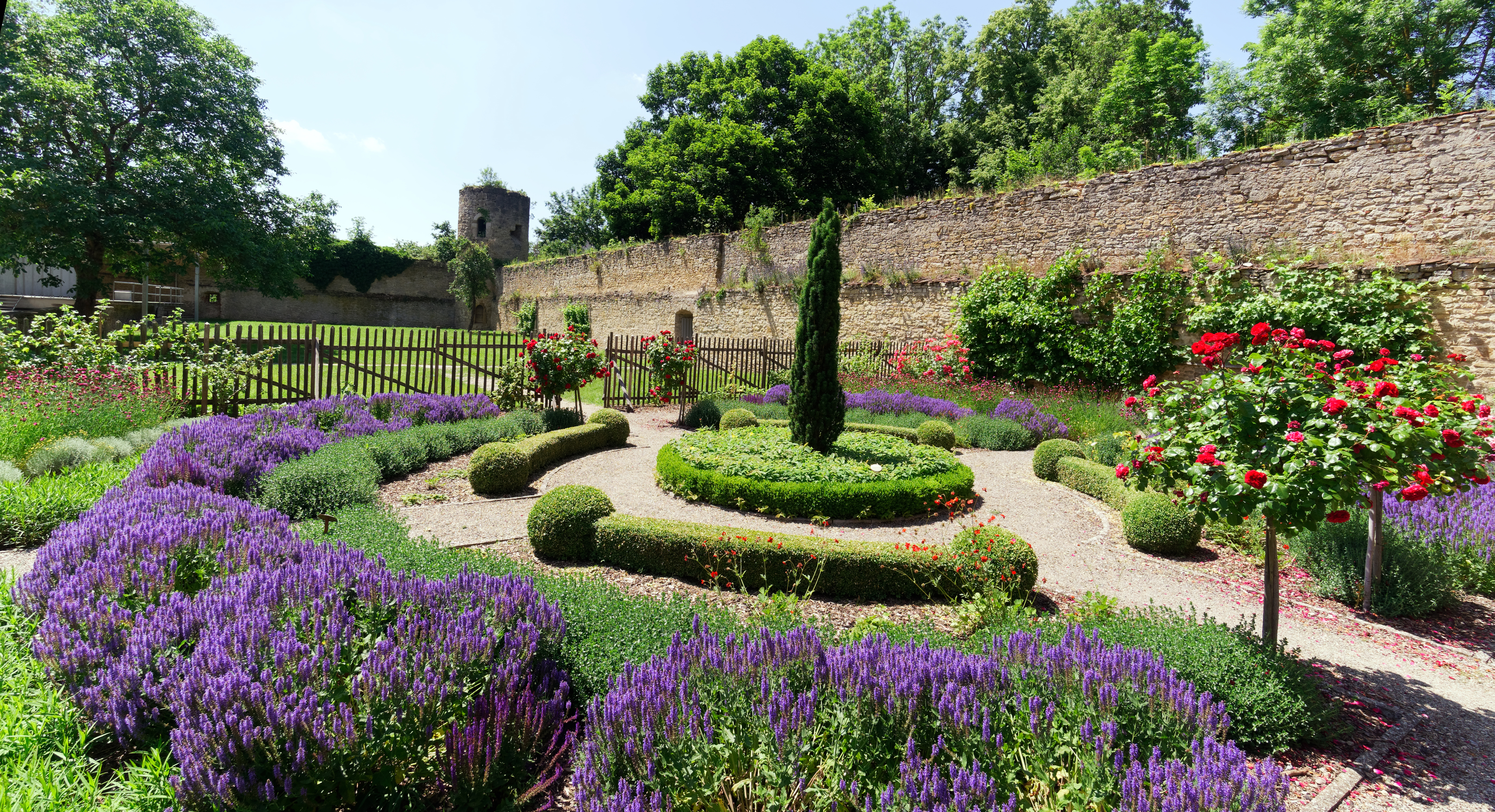
Spitalgarten, Stadtmauer und Wehrturm.
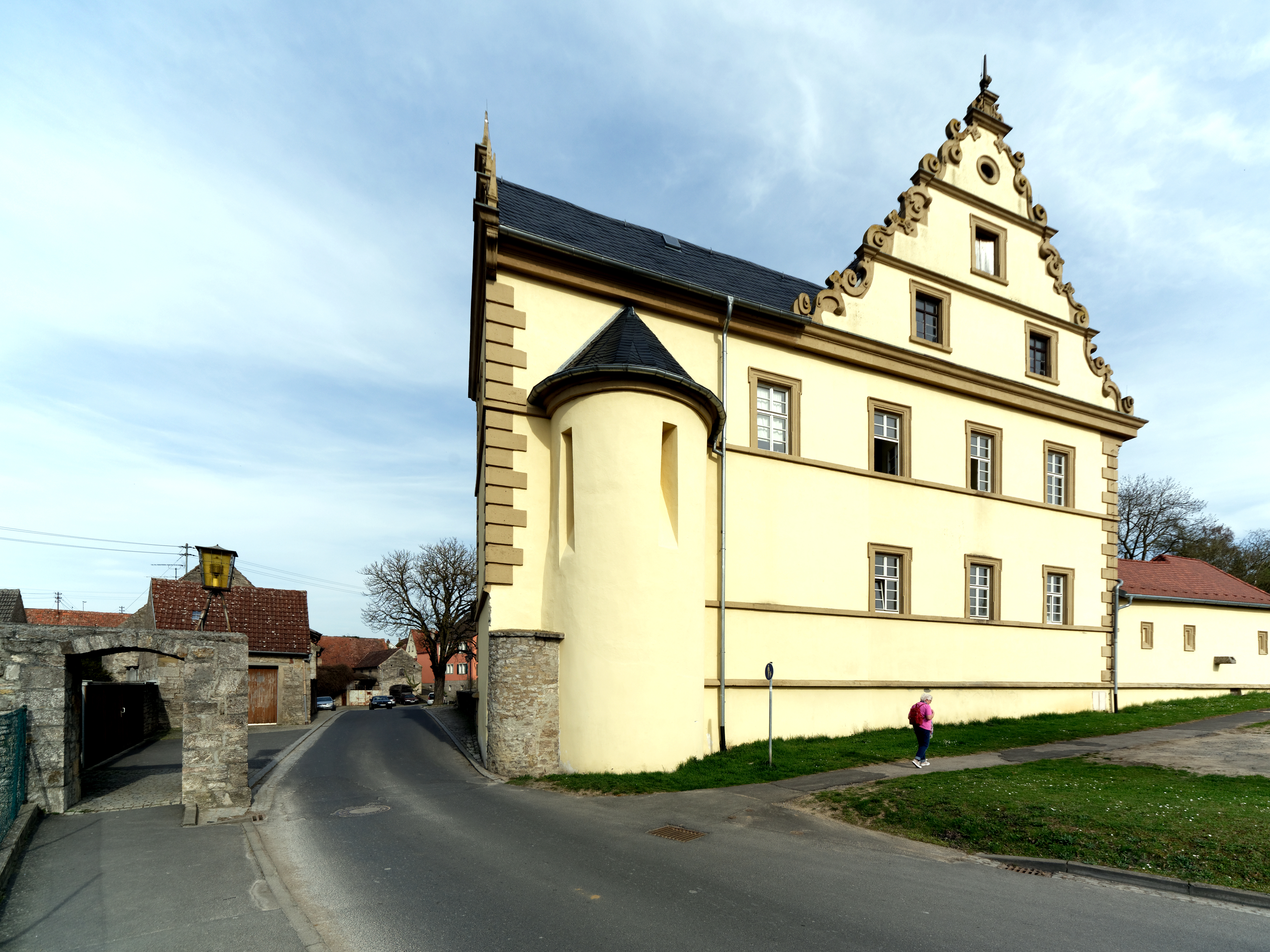
Schloss Aub
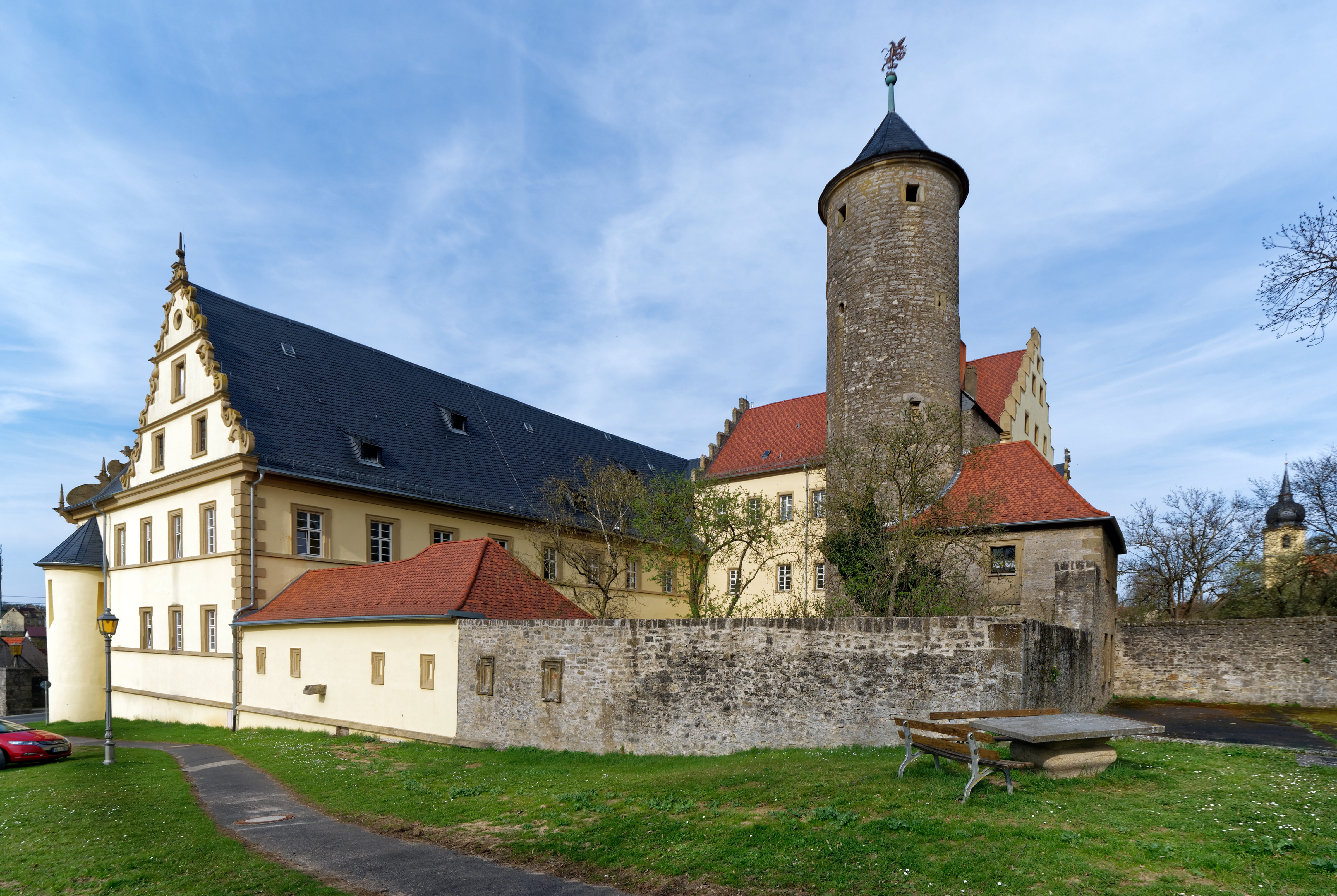
Bergfried von Schloss Aub
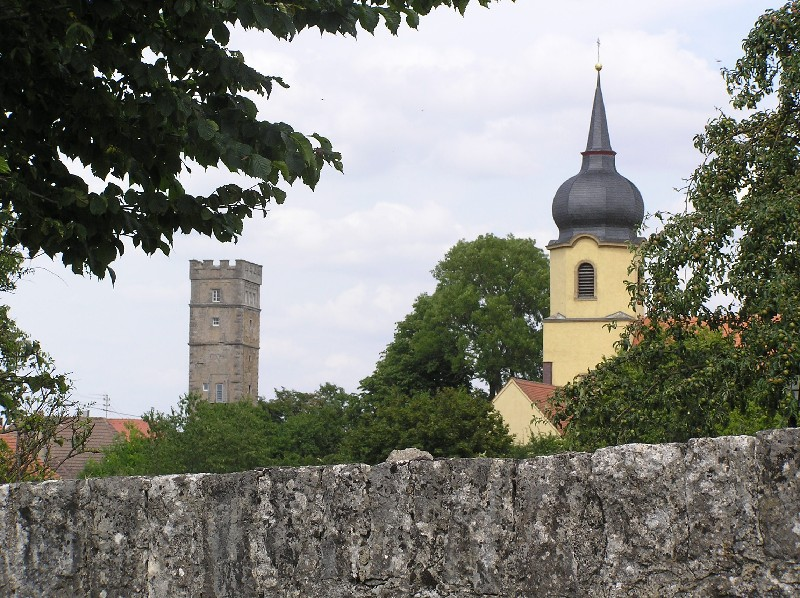
Burg- und Kirchturm hinter der Stadtmauer
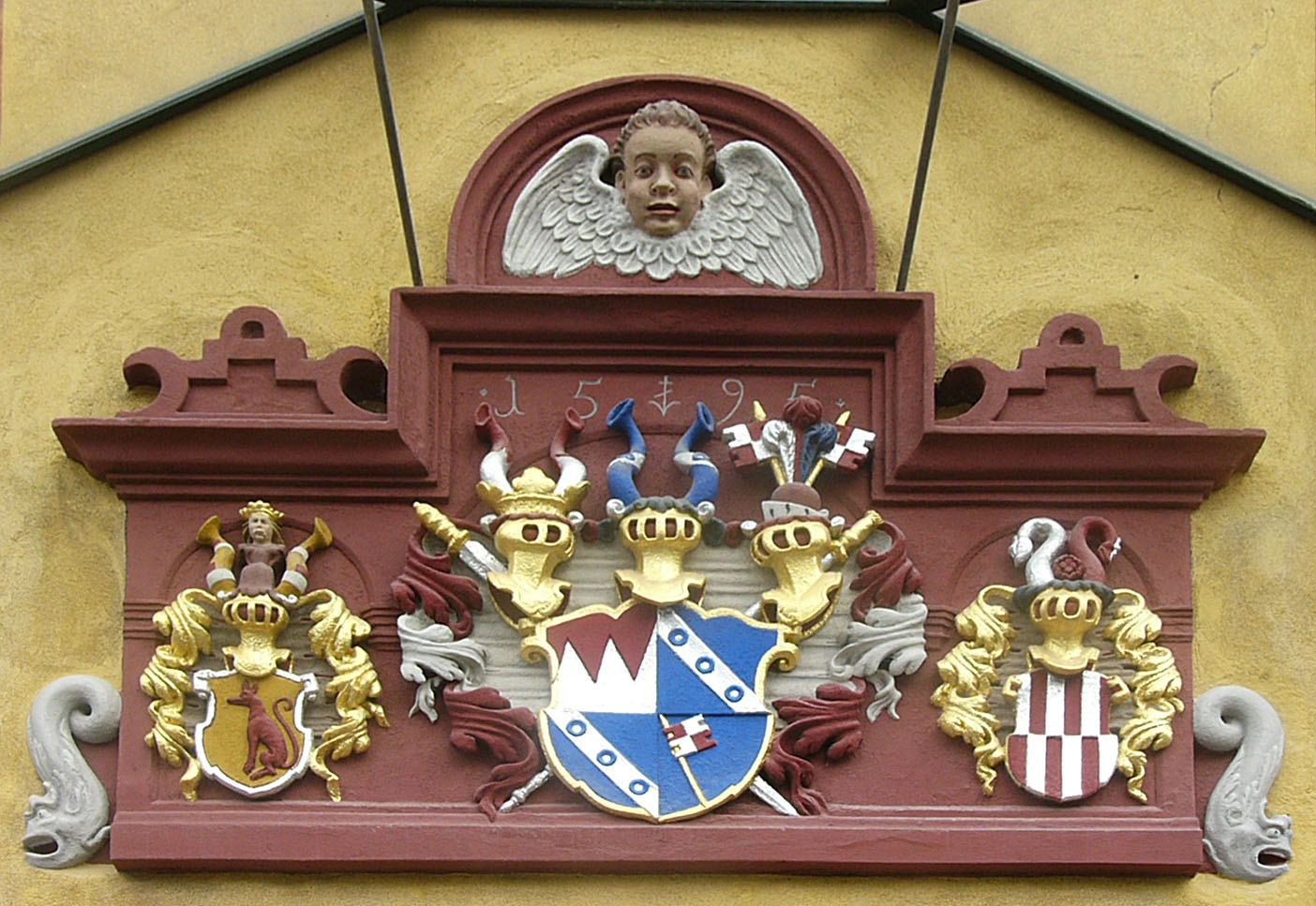
Wappen am Spital, zentral Julius Echter von Mespelbrunn, links Truchseß von Baldersheim, rechts Familie von Rosenberg

## Jüdische Gemeinde

### Anfänge
Die erste Einwanderung von Juden nach Unterfranken soll im 11. Jahrhundert erfolgt sein, die Blütezeit der jüdischen Gemeinden in Würzburg und Rothenburg war das 13. Jahrhundert, die Zeit des Meir von Rothenburg, und sie endete 1298 mit dem von Röttingen ausgehenden Rintfleisch-Pogrom. Die erste urkundliche Erwähnung jüdischer Einwohner in Aub stammt aus diesem Jahr und befindet sich im Martyrologium des Nürnberger Memorbuches, wo Aub unter den `Blutorten' im Zusammenhang mit dem Rintfleisch-Pogrom genannt wird. Die Hohenloher profitierten als Parteigänger Friedrichs II. vom Judenregal. So waren alle Blutorte des Armlederpogroms Herrschaftssitze der Hohenloher.
Aber die Präsenz der Juden in Aub reicht natürlich sehr viel weiter in die Vergangenheit zurück, wenngleich der älteste Beweis für ihre Anwesenheit unterhalb der Fronveste ein ehemaliger Wasserspeier am Westchor der katholischen Kirche ist, der auch erst aus der zweiten Hälfte des 13. Jahrhunderts stammt. Er blickt auf das Judenviertel herab und stellt einen bärtigen Mann mit jüdischem Spitzhut dar, dessen schmerzverzerrtes Gesicht von den Krallen einer Raubkatze umrahmt wird. Die meisten der fast 200 jüdischen Gemeinden, die es 1933 in Bayern gab, befanden sich in Mittel- und Unterfranken. Es ist auch kein Zufall, dass Löb Strauß, Abraham Löw Lehmann und Marcus Goldman aus Franken stammten. 1939 fand die jüdische Gemeinde Aubs, die nach bisherigem Wissensstand vermutlich mindestens 650 Jahre ohne nennenswerte Unterbrechungen fortgedauert hatte, ihr Ende.

### Zeit des Dreißigjährigen Krieges und danach
Aufgrund der sehr verwickelten Herrschaftsverhältnisse in Aub war dort die Haltung gegenüber den Juden im Lauf der Jahrhunderte immer wieder liberal genug gewesen, um ihre Siedlungspermanenz zu gewährleisten. So bestand die Auber Gemeinde, die seit 1630 einen eigenen Friedhof besaß, auch fort, als Johann Philipp von Schönborn 1643 beschloss, endgültig alle Juden aus Würzburg zu vertreiben. Juden hatten sich immer wieder in Aub angesiedelt, weil sich dort zwei der Nebenrouten in Süd-Nord- und West-Ost-Richtung kreuzten, durch die Lübeck mit Venedig und Prag mit Paris verbunden wurden und daher viele Handelsleute auf Durchreise auch durch Aub kamen. Ein sehr reicher Jude namens Isaac Juda baute 1719 das Haus Nr. 15 am Markt, dessen Fassade eine Hausmadonna aus dem 16. Jahrhundert schmückt, die jedoch erst 1948 dort angebracht wurde.

### Synagogen
Das Gebäude der Alten Synagoge, die der Gemeinde bis 1743 diente, steht noch an der Ecke Hauptstraße-Neuertgasse. Es existiert mindestens seit dem 16. Jahrhundert. 1742 wurde seine Position, direkt unterhalb der katholischen Kirche, vom Deutschen Orden beanstandet, dem Aub seit 1668 gehörte. Auch wurde sie wohl als zu groß empfunden. In der Beschreibung von 1742 wird sie als „sehr geräumig“ beschrieben, mit Seiteneingang, abgeschlossenem Hof und Keller. Auf Grund der Beanstandung wurde im darauf folgenden Jahr am anderen Ende der Neuertgasse die sogenannte Neue Synagoge gebaut. Bereits bevor es zu diesem Neubau kam, befand sich dort die alte Mikwe, die von einem kleinen Brunnen gespeist wurde. Diese alte Mikwe behielt ihren Platz auch nach der Errichtung der Neuen Synagoge im dahinter befindlichen Gärtchen. Erst als die hohen Stadtmauern ihren Wehrcharakter während der ersten Hälfte des 19. Jahrhunderts, wie überall in Europa, verloren, wurde die Mikwe an die Gollach unterhalb der Mühlstraße verlegt, und zwar dort, wo sich die „Mang“, der einstige öffentliche Waschplatz, befunden hatte, etwas westlich des Hauses Nummer 33, dem ehemaligen mittelalterlichen Badehaus, heute Privatwohnung. An derselben Stelle hatte sich im Mittelalter die Klostermühle befunden, der die Mühlstraße ihren Namen verdankt.

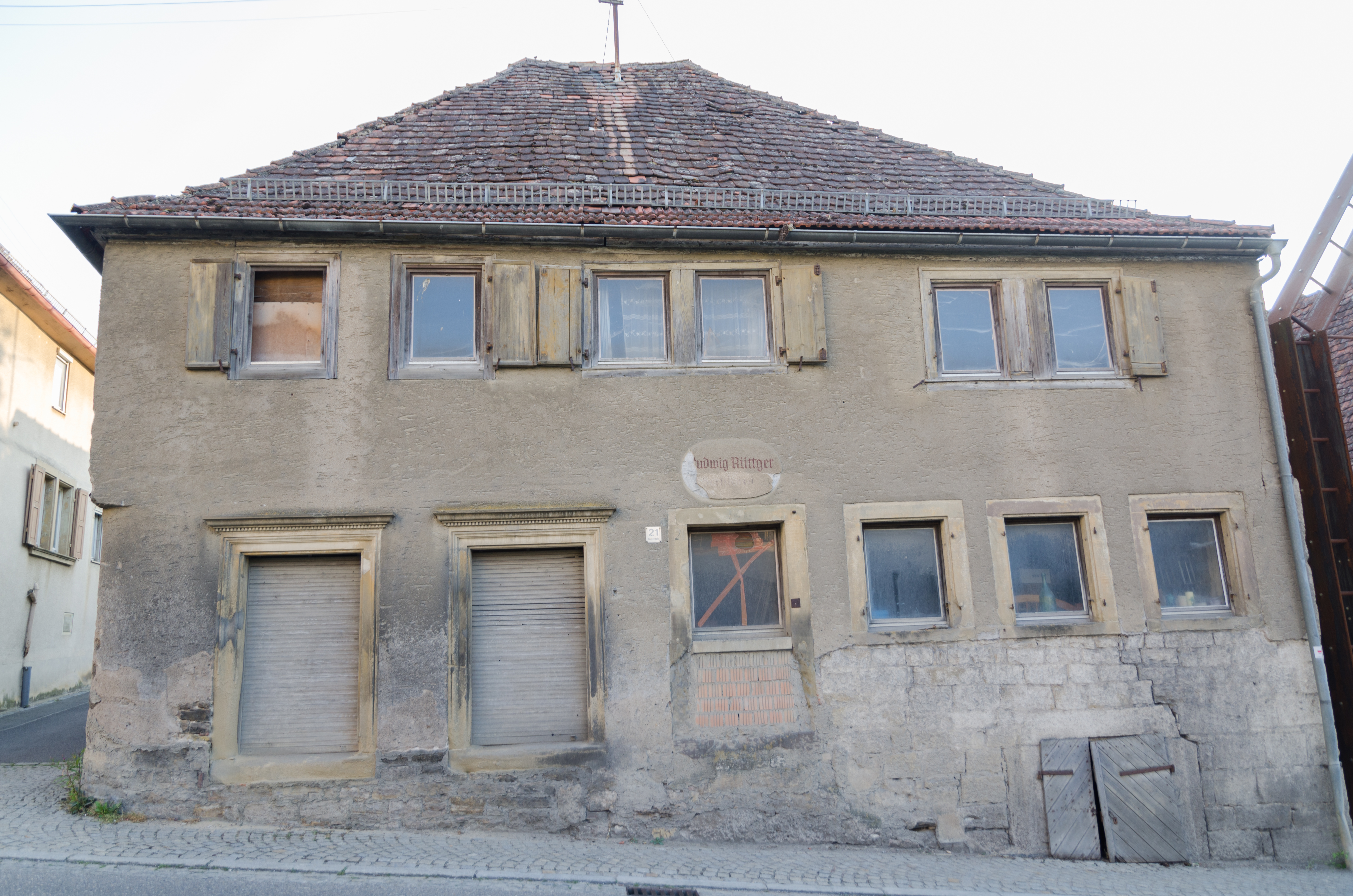
Alte Synagoge in Aub im Jahr 2013

Die Neue Synagoge war sehr einfach eingerichtet, aber verwahrte einen kostbaren Thoravorhang von 1669 mit barocken Stickereien und ein kunstvolles, silbernes Sedergestell. Beides ist seit dem Pogrom von 1938 verschollen. Die Familien gingen dort einst jeden Freitag zum Beten hin. Den letzten Rabbiner hatte die Stadt bis 1851. Die Synagoge wurde auch als Schule für den Religionsunterricht mit Abraham Kannenmacher als Religionslehrer genutzt. Heute ist die Neue Synagoge ein privates Wohnhaus.
Die Schule besuchten zwischen 20 und 30 jüdische und christliche Kinder. Die Juden bekamen die Ferien nach dem jüdischen Kalender, die Christen nach dem christlichen. Ab 1938 war es den jüdischen Kindern nicht mehr erlaubt, zur Schule zu gehen.

### Zeit des Nationalsozialismus
Bis ins 20. Jahrhundert trugen die Juden noch als Vieh- und Warenhändler zum Wohlstand der Stadt bei. Ende des 19. Jahrhunderts waren über zehn Prozent der Auber Bevölkerung jüdisch. Nach dem Sieg der NSDAP bei der Reichstagswahl im März 1933 wurde auch in Aub das jüdische Alltagsleben zunehmend dem Druck der judenfeindlichen Stimmung ausgesetzt. So kann man in Vereinschroniken und anderen Aufzeichnungen nachlesen, dass nach 1933 selbst Ehrenmitgliedschaften verdienter jüdischer Vereinsmitglieder gestrichen wurden, und generell Mitgliedschaften von Juden in Vereinen und Verbänden nicht mehr erwünscht waren. Die Folge dieser Ausgrenzungspolitik waren der Wegzug und die Auswanderung verschiedener Gemeindemitglieder. Waren es nach der Einwohnerstatistik der Stadt Aub am 1. Februar 1933 noch 71 Personen jüdischen Glaubens gewesen, so verringerte sich ihre Anzahl bis 1937 auf 52 Personen.
Der Novemberpogrom 1938 fand in Aub mit einem Tag Verspätung statt, war aber dennoch kein bisschen weniger grausam, als das, was sich während der Nacht des Vortags überall in Deutschland ereignet hatte. Die Geschehnisse in Aub waren Teil einer allgemeinen, von der SA im Landkreis Ochsenfurt geplanten und durchgeführten Aktion. Mit Schusswaffen und Stöcken ausgerüstete SA-Leute fuhren am Abend mit Lastwagen nach Aub, um sich mit hiesigen Parteimitgliedern zu vereinigen. Mit peinlicher, unerbittlicher Gründlichkeit gingen sie jedes jüdische Anwesen durch, öffneten die Haustüren, zerstörten sämtliche Einrichtungsgegenstände und eigneten sich die Wertgegenstände an. Nach den Gräueln dieser zweiten Pogromnacht lagen am nächsten Morgen die langen Bahnen zweier ausgerollter Thorarollen auf den Stufen der Steige unterhalb der katholischen Kirche.
Diese Übergriffe bewirkten den endgültigen Fortgang der Auber Juden. Die Gesamtzahl der jüdischen Gemeindemitglieder schrumpfte rapide, die Isolierung jedes Einzelnen nahm immer mehr zu, seit sich viele entschlossen, in größere jüdische Gemeinden umzuziehen. Als letzte verließen auch die älteren Menschen bis zum 21. Juli 1939 Aub. Ihre neuen Wohnsitze waren Würzburg, Neumarkt in der Oberpfalz und Frankfurt am Main. Seitdem gibt es in Aub keine Einwohner jüdischen Glaubens mehr.

### Spuren jüdischen Lebens
Die angesehene Familie Kannenmacher hatte in dem prachtvollen Haus aus der Echterzeit, Hausnummer 19, am Markt gewohnt. An der steinernen Oberfläche des rechten Torbogens ist noch erkennbar, wo sich die Mesusa befunden hatte. Die meisten anderen Auber Juden wohnten im jüdischen Viertel, das es vermutlich seit der Zeit der Hohenloher gab. Es bestand aus der heute noch so genannten Judengasse (früher Obere Judengasse) und der Neuertgasse (früher Untere Judengasse) und dem beide Gassen verbindenden Abschnitt der Hauptstraße. Gegenüber der Alten Synagoge befindet sich ein Fachwerkhaus mit der Hausnummer 19, das die Jahreszahl 1677 trägt und dessen Fassadengebälk einen Davidstern in der Mitte des Giebels bildet. Er ist leicht zu übersehen, weil zwei kleine Dachbodenfenster die obere Spitze dieses Sterns verdecken. Dieses Haus war lange Zeit im Besitz eines sehr reichen Juden namens Cussel. Der große Stern ist gut zu erkennen, wenn man vor der Kirche unterhalb des antijüdischen, über 700 Jahre alten Wasserspeiers steht, der vom Westchor der Kirche auf das Judenviertel herabblickt. Der Stern wirkt von dort aus gesehen wie ein beschützendes, unheilabwehrendes Schild.
In der Oberen Judengasse befand sich unter anderem die einstige Schächterei. Davor wurden Stolpersteine zur Erinnerung an die Familie Fleischmann angebracht.

### Jüdischer Friedhof
Der Neue jüdische Friedhof wurde 1888 errichtet. Einige Grabsteine des vorherigen Friedhofs wurden dabei in die Westmauer miteingebaut, und ein Teil der alten Gräber blieb unverändert erhalten. Auch das Grab von Senta Kannenmachers Großvater Aaron Rosenfeld befindet sich dort. Es gibt auch Grabsteine, auf denen nur der Todesort von Verstorbenen steht, die im Ersten Weltkrieg als Soldaten des kaiserlichen Heeres gefallen waren.

## Wirtschaft

### Arbeitsplätze
2017 gab es in der Gemeinde 409 sozialversicherungspflichtige Arbeitsplätze. Von der Wohnbevölkerung standen 597 Personen in einem versicherungspflichtigen Beschäftigungsverhältnis. Damit war die Zahl der Auspendler um 188 Personen größer als die der Einpendler. 21 Einwohner waren arbeitslos.

### Landwirtschaft
Nach der amtlichen Statistik von 2016 gab es 30 landwirtschaftliche Betriebe.

### Verkehr
Das Gebiet wird von den Staatsstraßen 2269 und 1003 durchquert. Durch Aub verläuft der Fränkische Marienweg.

### Bildung
In der Stadt bestehen (Stand 2018):
- zwei Kindertageseinrichtungen mit 65 genehmigten Plätzen und 40 Kindern
- eine Volksschule mit vier Lehrern, vier Klassen und 68 Schülern.

## Persönlichkeiten
- Johannes Böhm (* um 1485 in Aub, † um 1533/1535 vermutlich in Rothenburg ob der Tauber), deutscher Humanist
- Georg Christoph Neller (1709–1783), katholischer Theologe, Kirchenrechtler und Hochschullehrer
- Elias Adam Papius (1722–1777/78), Physikus in Königshofen, unter anderem Botanikprofessor und fürstbischöflicher Leibarzt sowie Dekan in Würzburg
- Georg Philipp Christoph Leuxner (1747–1810), katholischer Theologe, Kirchenrechtler und Hochschullehrer
- Johann Peter Engstler († 1752), Stuckateur und Maler, Engstler lebte ab 1745 in Aub und wirkte auch in der Stadt
- Johann Adam Schmidt (1759–1809), Arzt von Ludwig van Beethoven[10]
- Johann Martin Gehrig (1768–1825), römisch-katholischer Geistlicher
- Johann Michael Babelitsch († 1781), Stuckateur, Babelitsch wirkte seit 1722 in Aub und starb auch in der Stadt
- Kaspar Bausewein (* 15. November 1838 in Aub; † 18. November 1903 in München), Sänger an der Münchner Hofoper
- Konrad Hoos (* 9. Juli 1892 in Baldersheim; † 20. Mai 1982 in Aschaffenburg), Priester, Geistlicher Rat, Studienprofessor, Ehrenbürger von Baldersheim
- Max Aub (1903–1972) selbst war nicht aus Aub, aber er ist, wie auch der Rabbiner Joseph Aub, Nachkomme eines Abraham Meyer aus Aub, der Mitte des 18. Jahrhunderts den Namen seiner einstigen Heimatstadt als Familiennamen annahm.
- Helmut Merklein (1940–1999), katholischer Bibelwissenschaftler
- Eva Lutz (* 1958), Modedesignerin